# مرقد كميل بن زياد
مرقد كميل بن زياد هو مرقد ومزار إسلامي يقع في منطقة الحنانة في مدينة النجف وسط العراق، وهو المكان الذي دفن فيه الصحابي كميل بن زياد النخعي الكوفي بعد أن قتله الحجاج الثقفي.

## الأهمية

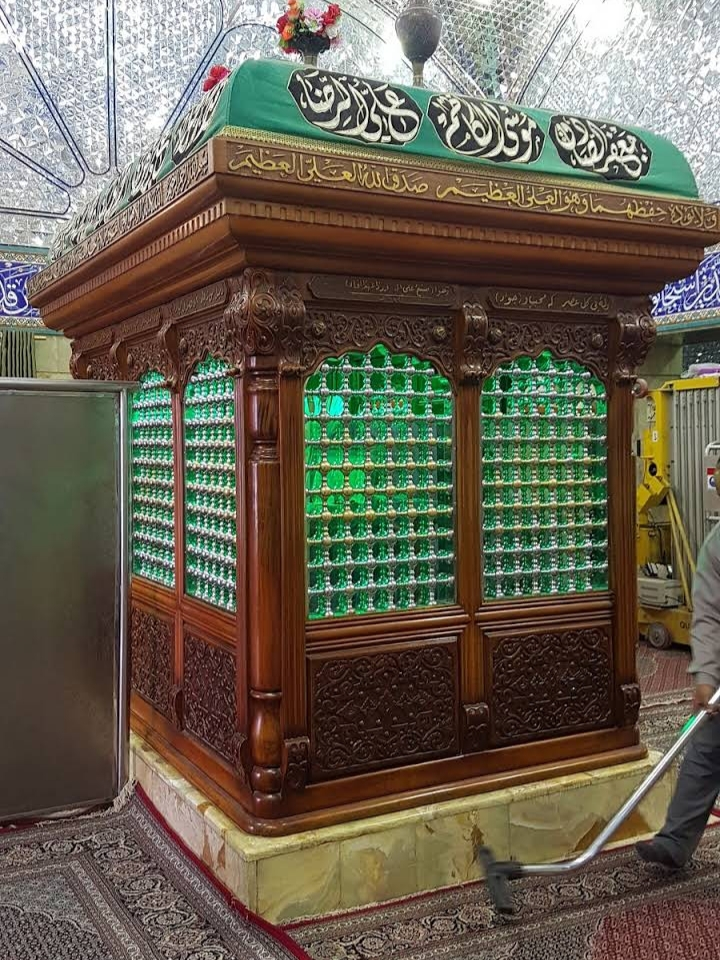
ضريح الصحابي الجليل كميل بن زياد (رض)

يعتبر كميل بن زياد النخعي صحابي جليل أدرك من حياة رسول الله 18 سنة، وهو أحد أصحاب الإمام علي بن أبي طالب وواليه على مدينة هيت وما يحيط بها من الأطراف والأماكن وهو أيضا راوي دعائه الشهير المعروف بدعاء كميل.
شهد كميل مع الإمام علي معركة صفين ثم قتله الحجاج بن يوسف الثقفي بعد أن طلبه فلم يقدر عليه فأمر بتحريم العطاء عن قومه وعشيرته وكان كميل نافذا في قومه، فقال كميل «لا ينبغي أن أكون سببا في حرمان قومي» فأتى الحجاج وهو ابن 89 سنة قائلا له: «لا تصرف عليّ أنيابك ولا تبرق ولا ترعد، فوالله ما بقي من عمري إلاّ مثل هذا الغبار فأقض ما أنت قاض فإن الموعد الله، وبعد القتل الحساب، ولقد أخبرني أمير المؤمنين أنك قاتلي» فأمر الحجاج بقتله وقطع رأسه.

## تاريخ البناء

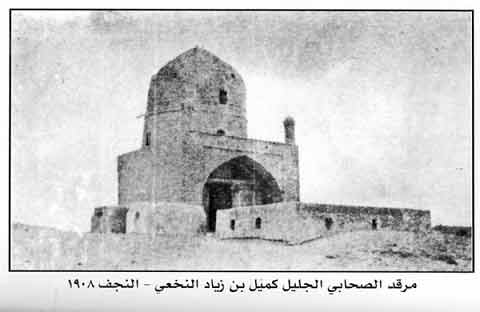
مرقد كميل بن زياد سنة 1908م.

يقع مرقد كميل بن زياد في منطقة قديمة كانت تسمى بالثويّة، وقد اختصت قديما بمقابر قريش، وفيها دفن العديد من الصحابة ورجالات المسلمين، وهو أيضا من الآثار التأريخية الباقية في النجف، وكان في أواخر العهد العثماني مهجورا في صحراء لا يقصده الا عارفوه، فهو يبعد عن مدينة النجف القديمة المسورة حوالي كليو مترا ونصف في الموضع الذي يقال له الثوية. ولبعد قبره عن الطريق العام بين النجف والكوفة لم يتعاهده الناس بالزيارة لقراءة الفاتحة ونحوها إلا العارفون، وقيل من الزائرين البهرة الهنود والإيرانيين. وكان الشيخ باقر بن الشيخ عبد النبي الدروبي يتعاهد قبره ومسجد الحنانة بإسراج الضياء والتنظيف، فاختص بخدامتهما، ومن بعده ولده الشيخ محمد علي، وخلفه من بعده بالخدامة ولده الأكبر الشيخ محمد حتى عصرنا الحاضر. واليوم عمر أهل الخير والصلاح مرقده، وجعلوا له حرما فوقه قبة عالية الذرى يحيط به صحن مستدير واسع. وقد أسست حول صحنه من الداخل غرف واواوين بنيت من قبل وجوه من أهل النجف فجعلوها مقابر لهم ولأسرهم، وأصبح القبر في وسط الحي الجديد المعروف بحي الحنانة. عين الشيخ علي البغدادي أمين العتبة والمسؤول عن المرقد الشريف أول عمارة للمرقد الشريف كانت في خمسينيات القرن العشرين وقامت بها مجموعة من المؤمنين حيث شملت عمارة المرقد تشييد قبة جديدة مع غرفة للقبر والمقام، ثم بنى الناس مقابرهم حول مرقد كميل ليشكلوا سورا له، ثم تعاقبت عليه حركة الإعمار في سبعينيات القرن العشرين، إذ بني رواق وطارمة خارجية صغيرة، وظل اعماره هذا إلى عام 2000، عندما تبرع الحاج عبد الحسين الصراف المعروف بـ (حسون الصراف) بإنشاء قبة جديدة على الضريح وهي الموجودة الآن مكسوة بالكاشي الكربلائي وبالزخارف الإسلامية وموشاة بأسماء الأئمة عليه وبلفظ الجلالة وباسم النبي.

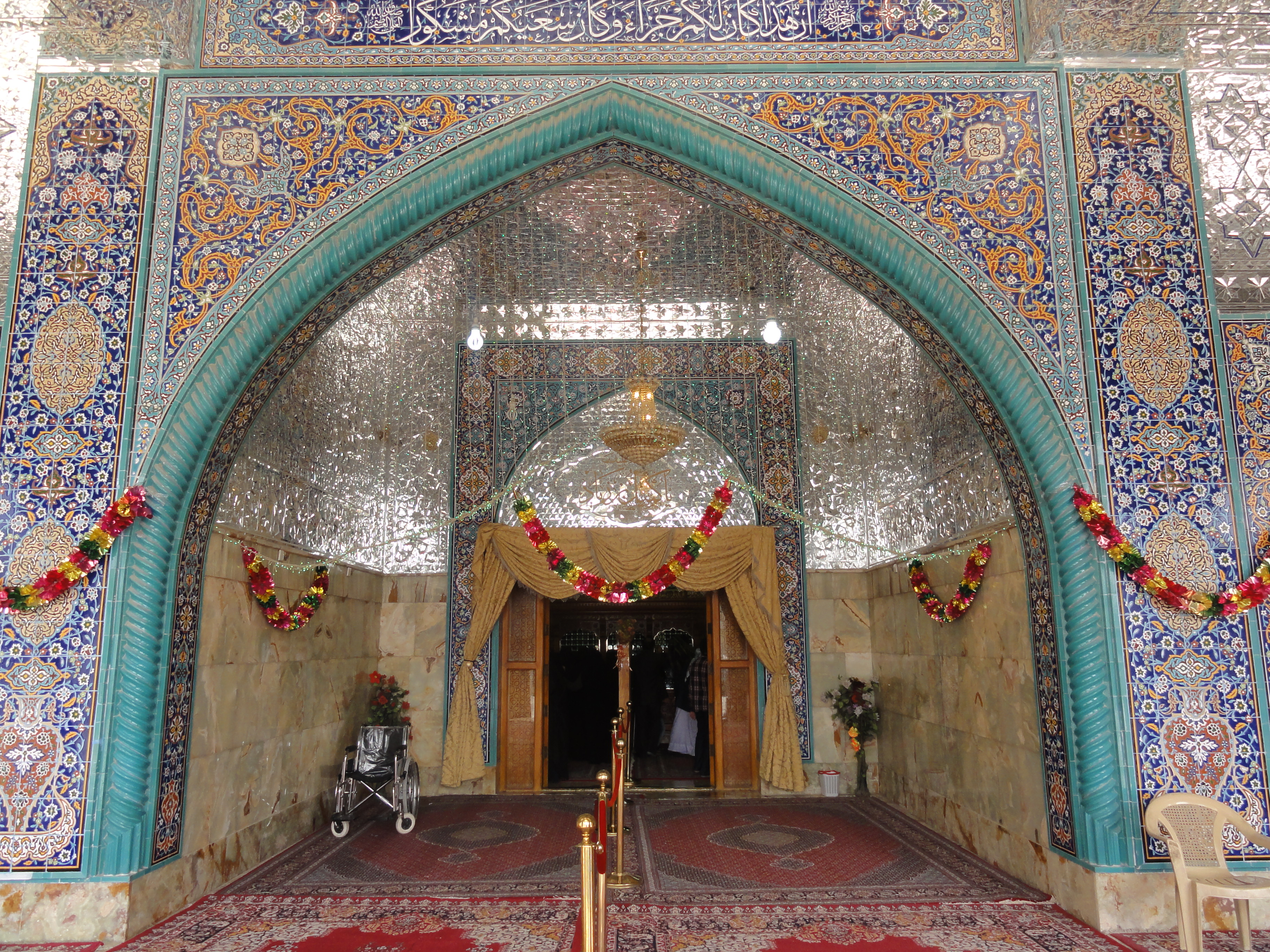
مدخل الضريح

وفي عام 2007، وبالتحديد في شهر آذار، قام مجلس محافظة النجف بتخصيص مبلغ قدره ملياران وثلاث مائة وثمانون دينار لتوسعة المرقد، وشملت التوسعة بناء رواق إضافي وتوسعة الطارمات وإكساء أرضية المرقد والجدران بالمرمر الإيطالي، وكذلك إكساء السقوف بالمرايا، وقد تم افتتاح المرحلة الأولى عام 2008. وأما بالنسبة للمرحلة الثانية فقد حصلت موافقة الأمانة العامة للمزارات الشيعية على المباشرة بإعمار صحن المرقد الشريف عام 2009 بمبلغ إجمالي قدره 944 مليون دينار، ويشمل إعمار الصحن الشريف ببناء سور جديد للمرقد على شكل أواوين مكسوة بالطابوق المنحور وموشاة بالكاشي القاشاني والزخارف الإسلامية.